# БРІКС

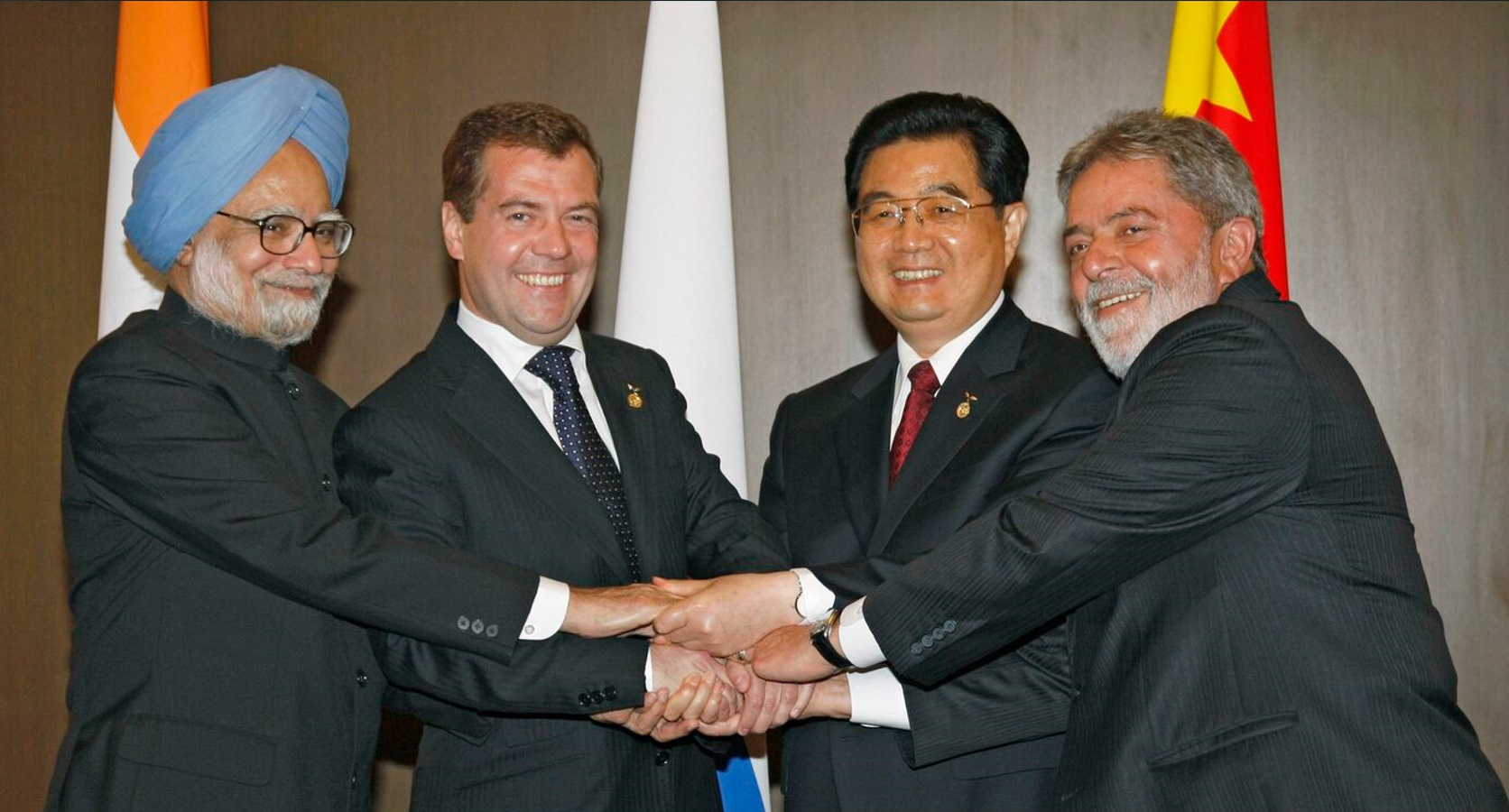
Лідери країн BRIC у 2008 році: Манмоган Сінґх (Індія), Дмитро Медведєв (Росія), Ху Цзіньтао (КНР) і Лула да Сілва (Бразилія)

БРІКС (англ. BRICS), до 2010 BRIC (БРІК) (від англ. Brazil, Russia, India, China, South Africa — «Бразилія, Росія, Індія, КНР, ПАР») — міжнародна організація найбільших за площею та населенням країн, що розвиваються. Декларативно група створена для збільшення інвестиційних можливостей, угруповання перетворилося на геополітичний блок, уряди яких щорічно зустрічаються на офіційних самітах і координують багатосторонню політику з 2009 року. Двосторонні відносини між країнами БРІКС ведуться декларативно на основі невтручання, рівності і взаємовигоди. Країни-засновники Бразилія, Росія, Індія та Китай провели перший саміт у Єкатеринбурзі в 2009 році, а Південна Африка приєдналася до блоку роком пізніше. На 15-му саміті, у 2023 році в Йоганнесбурзі, до БРІКС запрошені Аргентина, Ефіопія, Єгипет, Іран, ОАЕ та Саудівська Аравія, які мали стати повноправними членами з 1 січня 2024. Через прихід до влади Хав'єра Мілея Аргентина відмовилась від членства і чисельність БРІКС зросла до 10 учасників, а не 11, до групи приєднались Ефіопія, Єгипет, Іран та ОАЕ. 16 січня 2024 року міністр торгівлі Саудівської Аравії спростував інформацію, що його країна вступила в БРІКС, оголосивши що розглядається питання.
Разом члени БРІКС охоплюють близько 30 % світової суші та 45 % світового населення. Бразилія, Росія, Індія та Китай входять до десятки найбільших країн за населенням, за площею та за ВВП (ПКС). П'ять держав-засновників є членами G20 із сумарним номінальним ВВП 28 трильйонів доларів США (це приблизно 27 % світового валового продукту), загальним ВВП (ПКС) приблизно 57 трильйонів доларів США (33 % світового ВВП за ПКС) і, за оцінками, 4,5 трильйона доларів США в сукупних іноземних резервах (станом на 2018 рік).
Країни БРІКС вважаються головним геополітичним суперником блоку G7 провідних розвинутих економік, реалізуючи конкуруючі ініціативи, такі як Банк розвитку БРІКС, Угода про непередбачувані резерви БРІКС, БРІКС ПЕЙ (аналог SWIFT), спільна статистична публікація БРІКС, резервна валюта БРІКС, Ліга університетів БРІКС, Кабель БРІКС.

## Історія
Цей акронім був запропонований Джимом О'Нілл, глобальним економістом банку Goldman Sachs (Ґолдман Сакс) 2001 року.
Після приєднання ПАР до БРІКу 18 лютого 2011 року індійський міністр фінансів оголосив, що відтоді група називається БРІКС (BRICS). За оцінками Ґолдман Сакс, до 2050 року економіки учасників разом можуть перевищити сукупний обсяг економік найбагатших сучасних розвинених країн (G7).
Послідовність букв у слові визначається не лише милозвучністю, але і тим, що саме слово в англійській транскрипції BRICS звучить як англійське слово bricks — «цеглини», таким чином, термін використовується як позначення групи країн, за рахунок зростання яких багато в чому забезпечуватиметься майбутнє зростання світової економіки і фондових ринків зокрема.

Частка ВВП G7 та BRICS у світовій економіці

Ґолдман Сакс не передбачав наявність координації економічних політик між країнами БРІК. Тим більше не передбачалося, що країни БРІК сформують економічний блок або офіційну торгівельну асоціацію, як Європейський Союз. Проте з часом з'явилися ознаки, що «чотири країни БРІК прагнуть сформувати політичний клуб» або «союз» і таким чином перетворити «свою зростаючу економічну владу в більший геополітичний „вплив“». Одна з ознак — саміт міністрів закордонних справ країн у 2009 році в Єкатеринбургу. Країни — члени БРІК є найбільшими серед країн, що швидко розвиваються, їхнє вигідне розташування забезпечує наявність в них багатьох важливих для світової економіки ресурсів:
- Бразилія — багата сільськогосподарською продукцією,
- Росія — найбільший у світі експортер мінеральних ресурсів,
- Індія — дешеві інтелектуальні ресурси,
- Китай — дешеві трудові ресурси,
- Південна Африка — природні ресурси.

Це головні ресурси, на які спираються економіки цих країн. Висока чисельність населення країн обумовлює дешевизну праці в них і, відносно високі темпи економічного зростання. Зрештою, прогнозується, що значні розміри економік цих країн в майбутньому дозволить їм трансформувати економічне зростання в політичний вплив, що призведе до формування нової економічної еліти і понизить вплив «золотого мільярда».
Впродовж 2010—2015 років спеціалізований фонд, який вкладав гроші у країни БРІКС, зменшився у 8 разів. Восени 2015 року Росія і Бразилія зав'язли у рецесії, Китай сповільнив зростання до мінімальних з 1990 року темпів, а економіка ПАР зупинилася. Проект втратив інвестиційну привабливість, і 8 листопада 2015 року інвестбанк Goldman Sachs повідомив про закриття цього фонду. Термін БРІКС невдовзі може стати синонімом слова «поразка».
Після виборів 19 листопада 2023 року можлива участь Аргентини в організації була під питанням. У грудні міністр МЗС Аргентини Діану Мондіно повідомила, що влада країни остаточно вирішила не вступати до організації.
На початку 2024 року до БРІКС вступили Іран, Ефіопія, Єгипет і ОАЕ. 16 січня 2024 міністр торгівлі Саудівської Аравії спростував інформацію, що його країна вступила в БРІКС, оголосивши що розглядається питання.
6 січня 2025 року Індонезія офіційно приєдналася до БРІКС як повноправний член, ставши першою країною Південно-Східної Азії, що увійшла до блоку, а також 10-м членом БРІКС.

## Теза БРІК
Тезою БРІК Голдман-сакс стверджує, що економічний потенціал Бразилії, Росії, Індії і Китаю такий, що вони можуть стати чотирма домінуючими економічними системами до 2050 року. Тезу запропонував Джим О'Нілл, глобальний економіст Ґолдман Сакс. Ці країни займають більш ніж 25 % світового суходолу, 40 % населення і мають об'єднаний валовий внутрішній продукт (ПКС) 15,435 трлн доларів. Майже в кожному порівнянні вони будуть найбільшим глобальним об'єктом. Ці чотири країни серед найбільших і найбільш швидко зростаючих ринків, що формуються.
Ґолдман Сакс не стверджував, що ці чотири країни створять політичний союз (подібний до Європейського Союзу) або будь-яку офіційну торгівельну асоціацію (як АСЕАН). Проте ці країни зробили кроки зі збільшення своєї політичної співпраці — головним чином задля впливу на становище Сполучених Штатів в основних торгівельних угодах або, через неявну загрозу політичної співпраці, як спосіб отримувати політичні вигоди від Сполучених Штатів — такі як запропонована ядерна співпраця з Індією.

## Шлях до 2050 року
Теза БРІК (на основі статті «Мріючи про БРІК: шлях до 2050 року») передбачає, що Бразилія, Росія, Індія і Китай змінили власні політичні системи, щоб увійти в систему глобального капіталізму. Ґолдман Сакс передбачає, що Китай з Індією будуть домінуючими глобальними постачальниками товарів промислового призначення і послуг, а Бразилія і Росія стануть домінуючими постачальниками сировини. Отож вірогідна співпраця є логічним кроком БРІК, оскільки Бразилія і Росія разом логічно стають постачальниками Індії й Китаю. Отже, БРІК має потенціал сформувати сильний економічний блок — подібно до держав G8. Бразилія домінує у виробництві сої і залізної руди, водночас Росія має можливості величезних поставок нафти і природного газу. Теза Ґолдман Сакс документує, що предмети вжитку, робота, технології і компанії віддаляються від США як від свого центру.
Після закінчення холодної війни або навіть раніше уряди країн БРІК почали економічні або політичні реформи, щоб зробити їхні країни частиною світової економічної системи. Для конкурентоздатності на світовому ринку ці країни одночасно зробили наголос на освіті, іноземних інвестиціях, внутрішньому споживанні і внутрішньому підприємництві. Згідно з дослідженням, в Індії є потенціал найбільшого зростання серед чотирьох країн БРІК упродовж наступних 30—50 років. Головна причина — зниження робочого віку населення Індії і Бразилії станеться пізніше, ніж у Росії і Китаю.

## Перший звіт Ґолдман Сакс
Глобальна економічна команда Ґолдман Сакс 2005 року випустила звіт з дослідження БРІК. Звіт стверджує, що в країнах БРІК кількість осіб із річним доходом понад 3000 $ подвоїться протягом трьох років і досягне 800 мільйонів осіб впродовж десятиліття. Це передбачає значне збільшення середнього класу в цих країнах. Обраховано, що до 2025 року в країнах БРІК осіб, які заробляють понад 15 000 $, може бути понад 200 мільйонів. Це означає, що величезний попит не буде обмежено лише основними товарами, а й вплине на дорожчі товари. Згідно зі звітом, спершу Китай, а десятиліття потому Індія почнуть домінувати над світовою економікою. Однак, попри зростання, середній рівень багатства людей у розвиненіших економіках продовжить випереджати середній показник у країнах БРІК. Ґолдман Сакс оцінює, що до 2025 року дохід на душу населення в шести найбільш густонаселених країнах ЄС перевищить 35 000 $, водночас лише приблизно в 24 млн осіб у БРІК будуть подібні рівні доходу.
Звіт також висуває на перший план велику неефективність Індії у використанні енергії і згадує про значну недопредставленість цих економік на глобальних ринках капіталу. Звіт також підкреслює величезне населення БРІК, яке зможе відносно легко перевищити сукупне багатство «Великої шістки», водночас рівні доходу на душу населення залишаються значно нижче за норму сучасних промислово розвинених країн. Це явище торкнеться світових ринків, оскільки багатонаціональні корпорації спробують використовувати у своїх інтересах величезні потенційні ринки БРІК, виробляючи, наприклад, набагато дешевші автомобілі й інші товари промислового призначення, доступні споживачам у межах БРІК замість розкішних моделей, які нині приносять великі доходи в автомобілебудуванні. Індія і Китай вже почали робити свою присутність відчутною в обслуговуванні і виробничому секторі на світовій арені. Розвинені економіки світу вже помітили цей факт.

## Другий звіт Ґолдман Сакс
Звіт, складений провідними авторами Тушаром Поддаром і Євою І, пояснює «зростаючу спроможність Індії до зростання». У звіті є оновлені числа проектування, приписані зростаючим тенденціям зростання Індії за попередні чотири роки. Ґолдман Сакс стверджує, що «вплив Індії на світову економіку буде більшим і швидшим, ніж вказаний у попередньому дослідженні БРІК». Вони відзначили істотні галузі наукових досліджень і розвитку, і експансію, яка призведе до процвітання зростаючого середнього класу.
У переглянутих даних 2007 року, заснованих на збільшеному і постійному зростанні, великому припливі іноземного прямого інвестування, Голдман-сакс передбачає, що «з 2007 до 2020 років валовий внутрішній продукт Індії на душу населення, виражений в доларах США, зросте вчетверо» і що індійська економіка перевершить Сполучені Штати до 2043 року. Це означає, що ці чотири країни як група наздоженуть G7 до 2032 року.

## Показники БРІК
Журнал The Economist видає щорічні таблиці соціально-економічної національної статистики у своєму «Кишеньковому світі в діаграмах» (Pocket World in Figures). Прогнозування світового ранжування країн БРІК і економічних систем відповідно до різних категорій створює камінь спотикання для розуміння загального в економічних основах БРІК. Економічні аргументи дають можливість зарахувати до БРІК, наприклад, Мексику, водночас зарахування ПАР до цієї групи необґрунтоване. Праця Ґолдман Сакс, опублікована у грудні 2005 року, пояснила, чому Мексика не увійшла до початкового БРІКу. З праці випливає, що серед розглянутих країн лише в Мексики і, можливо, в Південної Кореї є потенціал, щоб конкурувати з БРІК, але вони мають економіки, які засновники БРІКу вирішили одразу виключити, оскільки вважали їх розвиненішими. За цією працею Мексика стає шостою за розміром економікою, зайнявши позицію перед Росією.

## Місце Росії у БРІК
Економіст Джим О'Нілл, який придумав термін БРІК, вважає, що Росія навряд чи заслуговує місця в цьому клубі через низькі темпи зростання. Професор Нью-Йоркського університету Нуріель Рубіні і президент консалтингової фірми Eurasia Group Ян Бреммер також дотримуються цієї думки. Аналітик дослідницької компанії в галузі макроекономіки Capital Economics Роджер Бутл взагалі вважає, що Росію прийняли до БРІК через те, що завдяки їй назва цієї групи стала милозвучішною. Бутл відзначає, що економіка Росії сильно відрізняється від індійської, китайської та бразильської. У Росії, на відміну від перерахованих країн, причиною зростання ВВП стала не трансформація економіки, а збіг незалежних від держави факторів. Серед останніх Бутл називає зростання цін на сировину, насамперед на нафту. За словами аналітика, економіка Росії все ще архаїчна. Російське суспільство корумповане, а демографія демонструє негативні тенденції. Але Бутл не закликає виключати Росію з БРІКС.

## Країни-члени БРІКС
| Прапор | Держава                                                 | Столиця                                                          | Площа (км2) | Населення (2016) | Густота населення(/km2) | ВВП (ПКС) | ІРЛП  | Валюта                                     | Офіційні мови | Лідери                                                                                 | Приєдання       |
| ------ | ------------------------------------------------------- | ---------------------------------------------------------------- | ----------- | ---------------- | ----------------------- | --------- | ----- | ------------------------------------------ | --- | -------------------------------------------------------------------------------------- | --------------- |
|        | Бразилія Федеративна Республіка Бразилія                | Бразиліа                                                         | 8 515 767   | 203 062 512      | 25                      | 22 123    | 0,760 | Бразильський реал(R$) (BRL)                | Португальська див.також мови Бразилії                                                                                     | Президент: Луїз Інасіо Лула да Сілва                                                   | вересень, 2006  |
|        | Росія Російська Федерація                               | Москва                                                           | 17 075 400  | 146 519 759      | 8,3                     | 47 299    | 0,821 | Російський рубль (₽) (RUB)                 | Російська див.також мови Росії                                                                                            | Президент: Путін Голова уряду: Михайло Мішустін                                        | вересень, 2006  |
|        | Індія Республіка Індія                                  | Нью Делі                                                         | 3 287 240   | 1 284 480 000    | 364,4                   | 11 112    | 0,644 | Інійська рупія (₹) (INR)                   | Гінді (Девангарі) Англійська див.також мови Індії                                                                         | Презилент: Драупаді Мурму Прем'єр-міністр: Нарендра Моді                               | вересень, 2006  |
|        | Китай (КНР) Китайська Народна Республіка (комуністична) | Пекін                                                            | 9 572 900   | 1 374 820 000    | 139,6                   | 26 310    | 0,788 | Юань женьміньбі (Китайський Юань, ¥) (CNY) | Стандартна китайська написана в спрощених іерогліфах див.також мови Китаю                                                 | Генсек: Сі Цзіньпін Прем'єр: Лі Цян                                                    | вересень, 2006  |
|        | Південно-Африканська Республіка                         | Преторія (виконавча) Кейптаун (законодавча) Блумфонтейн (судова) | 1 221 037   | 58 048 332       | 42,4                    | 15 723    | 0,717 | ПАР ранд (R) (ZAR)                         | 12 мов: Африкаанс Англійська Північна сото Сесото Сетсвана Південна ндебеле Північна ндебеле Сваті Коса Зулу Венда Тсонга | Президент: Сиріл Рамафоса                                                              | 24 грудня, 2010 |
|        | Єгипет Арабська Республіка Єгипет                       | Каїр                                                             | 1 010 408   | 105 231 000      | 103,56                  | 20 799    | 0,728 | Єгипетський фунт (LE) (EGP)                | Арабська | Президент: Абдель Фаттах Ас-Сісі Прем'єр-міністр: Moustafa Madbouly                    | 1 січня, 2024   |
|        | Ефіопія Федеративна Демократична Республіка Ефіопія     | Аддис-Аббеба                                                     | 1 104 300   | 105 163 988      | 92,7                    | 4045      | 0,492 | Ефіопський бир (BR) (ETB)                  | Афарська Амхарська Оромо Сомалійська Тигринья                                                                             | Президент: Сахле-Ворк Зевде Прем'єр-міністр: Абій Ахмед Алі                            | 1 січня, 2024   |
|        | Іран Ісламська Республіка Іран                          | Тегеран                                                          | 1 648 195   | 79 011 700       | 48                      | 19 607    | 0,780 | Іранський ріал (Rl) (IRR)                  | Перська | Верховний лідер: Алі Хаменеї Президент: Ібрагім Райсі                                  | 1 січня, 2024   |
|        | Об'єднані Арабські Емірати                              | Абу Дабі                                                         | 83 600      | 4 106 427        | 118                     | 77 251    | 0,937 | дирхам ОАЕ ( AED)                          | Арабська | Президент: Мухаммад бін Заїд Аль Нагаян Прем'єр-міністр: Мохаммед ібн Рашид Аль Мактум | 1 січня, 2024   |
|        | Індонезія Республіка Індонезія                          | Джакарта                                                         | 1 904 569   | 282 477 584      | 143                     | 16 542    | 0,713 | Індонезійська рупія (IDR)                  | Індонезійська яванська папуаські близько 700 мов, див. мови Індонезії                                                     | Президент Індонезії: Прабово Субіанто                                                  | 6 січня, 2025   |

## Процес подачі заявок та розширення

Карта БРІКС, країн які планують долучатися або висловили такий інтерес: Синім — Члени, Помарачевим — Заявники, Жовтим — Відкрито розглядають заявку

Не існує офіційного процесу подання заявки на приєднання до БРІКС, тому щоб отримати запрошення.будь-який уряд має отримати одностайну підтримку всіх держав-членів, Лише на початку 2020-х років почалися широкі дискусії щодо дозволу новим державам приєднатися до групи. Лідери та високопоставлені дипломати членів-учасниць почали обговорювати перспективу додавання додаткових членів до організації на цьому етапі.

### Країни, які подали заявки на членство
Всього 15 країн подали офіційну заявку на приєднання до БРІКС, перераховані нижче:
| - Алжир 2 - Бангладеш 1 - Бахрейн 1 - Білорусь 1 - Болівія 1 | - Венесуела 1 - В'єтнам 1 - Казахстан 1 - Куба 1 - Кувейт 1 | - Нігерія 1 - Пакистан 1 - Палестина 1 - Сенегал 1 - Таїланд |

1 — подались на членство в 2023
2 — подались на членство в 2022, Очікується приєднання в 2му турі розширення.

### Потенційні кандидати
Крім того, зацікавленість у приєднанні до БРІКС висловили такі країни
| - Афганістан - Ангола - Габон - Гвінея-Бісау - Зімбабве - ДР Конго | - Комори - Лівія - М'янма - Нікарагуа - Пд. Судан - Сирія | - Сомалі - Судан - Туніс - Туреччина - Уганда |

## Фінансова архітектура
Фінансова архітектура БРІКС складається з Банк розвитку БРІКС (NDB) і Угода про непередбачувані резерви БРІКС (CRA). Ці компоненти були підписані в рамках договору в 2014 році і стали активними в 2015 році.

### Банк Розвитку БРІКС
більше тут Банк розвитку БРІКС
Новий банк розвитку (NDB), офіційно відомий як Банк розвитку БРІКС, є міжнародною фінансовою організацією, якою керують п'ять країн БРІКС. Основним напрямком кредитування банку є інфраструктурні проекти з дозволеним кредитуванням до 34 мільярдів доларів США на рік. У Південній Африці розташована африканська штаб-квартира банку. Стартовий капітал банку становить 50 мільярдів доларів, а з часом статки зросли до 100 мільярдів доларів. Бразилія, Росія, Індія, Китай і Південна Африка спочатку внесли по 10 мільярдів доларів кожна, щоб довести загальну суму до 50 мільярдів доларів. Станом на 2020 рік у ньому було реалізовано 53 проекти вартістю близько 15 мільярдів доларів.
У 2021 році до NDB приєдналися Бангладеш, Єгипет, Об'єднані Арабські Емірати та Уругвай.

### Угода про непередбачувані резерви БРІКС
більше тут Угода про непередбачувані резерви БРІКС
Угода про умовні резерви БРІКС (CRA) є основою для забезпечення захисту від глобального тиску ліквідності. Це включає валютні проблеми, коли національні валюти членів зазнають негативного впливу глобального фінансового тиску. Країни з економікою, що розвивається, які зазнали швидкої економічної лібералізації, пройшли через зростання економічної нестабільності, створивши невизначене макроекономічне середовище. CRA конкурує з Міжнародним валютним фондом (МВФ). Разом із Новим банком розвитку, це приклад розширення співпраці Південь-Південь. Він був заснований у 2015 році країнами БРІКС. Правову основу становить Договір про створення резервних резервів БРІКС, підписаний у Форталезі в липні 2014 року. З його інавгураційними засіданнями Керівної ради та Постійного комітету БРІКС, які відбулися 4 вересня 2015 року в Анкарі, Туреччина він набув чинності після ратифікації всіма державами БРІКС, про що було оголошено на 7-му саміті БРІКС у липні 2015 року.

### Платіжні системи БРІКС
На саміті БРІКС у 2015 році в Росії міністри країн БРІКС ініціювали консультації щодо платіжної системи, яка була б альтернативою системі SWIFT. Заявленою метою був спочатку перехід до розрахунків у національних валютах. ЦБ Росії виділив основні переваги як резервне копіювання та резервування на випадок збоїв у роботі системи SWIFT.
Китай також запустив власну альтернативу SWIFT: Cross-Border Inter-Bank Payments System, яка дозволяє фінансовим установам у всьому світі надсилати та отримувати інформацію про фінансові операції.
Індія також має свою альтернативну систему структурованих фінансових повідомлень — SFMS, як і Росія — СПФП і Бразилія — Pix.

### Потенційна спільна валюта
На саміті БРІКС у Південній Африці 2023 року країни БРІКС взяли на себе зобов'язання вивчити можливість створення нової спільної валюти чи подібної валюти. Справедлива та спрощена міжнародна торгівля, а також значне зниження транзакційних витрат були б одними з причин, чому країни могли б створити валютний союз.
BRICS Bridge — наступник MBridge, і, ймовірно, є об'єднанням з BRICS PAY — дозволяє центральним банкам підтримувати транскордонні транзакції та платежі за допомогою їхніх власних цифрових валют центрального банку (далі — ЦВЦБ), заснованих на автоматичній транскордонній міжбанківській платіжній системі для розрахунків і клірингу. Вона розроблена так, щоб бути незалежною від будь-якої окремої країни чи центрального банку, а кожен центральний банк може вийти з неї та має контроль над обмінним курсом своєї ЦВЦБ.
Одним із варіантів назви валюти було запропоновано «R5» (від п'яти валют: юаня, рубля, рупії, реала та ранда) або інші багатосторонні варіанти.

## Поточні лідери
Нині керівні вищі представники держав:
| Країна | Бразилія           | Росія           | Індія                 | КНР         | ПАР            |
| ------ | ------------------ | --------------- | --------------------- | ----------- | -------------- |
| Фото   |                    |                 |                       |             |                |
| Ім'я   | Лула да Сілва      | Володимир Путін | Нарендра Моді         | Сі Цзіньпін | Сиріл Рамафоса |
| Посада | Президент Бразилії | Президент Росії | Прем'єр-міністр Індії | Голова КНР  | Президент ПАР  |

| Країна | Єгипет                | Ефіопія                          | Індонезія           | Іран                  | ОАЕ                          |
| ------ | --------------------- | -------------------------------- | ------------------- | --------------------- | ---------------------------- |
| Фото   |                       |                                  |                     |                       |                              |
| Ім'я   | Абдель Фаттах Ас-Сісі | Абій Ахмед Алі                   | Прабово Субіанто    | Алі Хаменеї           | Мухаммад бін Заїд Аль Нагаян |
| Посада | Президент Єгипту      | Список прем'єр-міністрів Ефіопії | Президент Індонезії | Верховний лідер Ірану | Президент ОАЕ                |

## Саміти
Угруповання проводить щорічні саміти з 2009 року, країни-члени яких приймають по черзі. До вступу ПАР було проведено два саміти БРІК, у 2009 та 2010 роках. Перший саміт п'яти членів БРІКС відбувся у 2011 році. Останній саміт лідерів БРІКС відбувся фактично 23 червня 2022 року, організований Китаєм. Індія приймала саміт БРІКС 2021 у Нью-Делі, і на тлі напруженості у відносинах з Китаєм китайський лідер Сі Цзіньпін зробив м'який крок, підтримавши головування Індії у 2021 році.
| N                | Дати                                                                                    | Приймаюча країна | Ведучий                   | Місцезнаходження                            | Notes |
| ---------------- | --------------------------------------------------------------------------------------- | ---------------- | ------------------------- | ------------------------------------------- | --- |
| 1                | 16 червня 2009                                                                          | Росія            | Медведєв Дмитро           | Єкатеринбург (Будинок Севастьянова)         | На саміті обговорили триваючу глобальну рецесію, майбутнє співробітництво між державами та торгівлю. Теми обговорень — продовольство, торгівля, кліматична торгівля та безпека членів. Закликано до більш впливового голосу та представництва для ринків, що розвиваються. ПАР ще не була прийнята до організації БРІКС.                                 |
| 2                | 15 квітня 2010                                                                          | Бразилія         | Луїз Інасіо Лула да Сілва | Бразиліа (палац Ітамарати)                  | Гості: Джейкоб Зума (президент ПАР) та Ріяд аль-Малікі (міністр закордонних справ Палестинської національної адміністрації). Другий саміт продовжив обговорення глобальної рецесії та способів її відновлення. Теми обговорень — МВФ, зміна клімату, шляхи налагодження співпраці між державами.                                                         |
| 3                | 14 квітня 2011                                                                          | Китай            | Ху Цзіньтао               | Санья (Sheraton Sanya Resort)               | Перший саміт, який включив ПАР поряд із початковими країнами БРІК. Теми обговорень — глобальна та внутрішня економіка країн. |
| 4                | 29 березня 2012                                                                         | Індія            | Манмоган Сінґх            | Нью-Делі (готель Тадж-Махал)                | BRICS Cable анонсувала оптико-волоконну підводну кабельну систему зв'язку, яка має передавати телекомунікації між країнами БРІКС. Теми обговорень — як організація може процвітати після глобальної рецесії та як можуть скористатися рецесією, щоб допомогти своїм економікам, посилити глобальну могутність і забезпечити розвиток своїм державам.     |
| 5                | 26–27 березня 2013                                                                      | ПАР              | Джейкоб Зума              | Дурбан (Durban ICC)                         | Теми обговорень — пропозиції Банк розвитку БРІКС та Угоду про непередбачувані резерви БРІКС. Також оголошено створення Ділової ради та Ради аналітичних центрів. |
| 6                | 14–17 липня 2014                                                                        | Бразилія         | Ділма Русеф               | Форталеза (Centro de Eventos do Ceará)      | Підписано угоди про Новий банк розвитку БРІКС і Угоду про умовні резерви БРІКС. Члени БРІКС обговорювали один з одним про політичну координацію, розвиток та економічне зростання. Вони ухвалили Декларацію Форталези та План дій. |
| 7                | 8–9 липня 2015                                                                          | Росія            | Путін                     | Уфа (Конгрес-Хол)                           | Спільний саміт з ШОС-Митний союз На сьомому саміті БРІКС обговорювалися глобальні економічні проблеми та розвиток співпраці між державами-членами. |
| 8                | 15–16 жовтня 2016                                                                       | Індія            | Нарендра Моді             | Бенаулім (Taj Exotica)                      | Спільний саміт з BIMSTEC. На восьмому саміті БРІКС обговорювалась боротьба з тероризмом, економіка та зміна клімату. БРІКС також видав Декларацію Гоа та План дій, сподіваючись зміцнити свої відносини. |
| 9                | 3–5 вересня 2017                                                                        | Китай            | Сі Цзіньпін               | Сямень (міжнародний конференц-центр Сямень) | Спільний саміт з EMDCD. Дев'ятий саміт був подією, яка обговорювала майбутнє БРІКС і їх цілі, міжнародні та регіональні питання один з одним, сподіваючись продовжувати рухатися вперед. |
| 10               | 25–27 липня 2018                                                                        | ПАР              | Сиріл Рамафоса            | Йоганнесбург (конференц-центр Сандтон)      | На десятому саміті БРІКС учасники обговорили галузі, що розвиваються, сподіваючись, що вони зможуть збільшити присутність на глобальних ринках. |
| 11-й саміт БРІКС | 13–14 листопада 2019                                                                    | Бразилія         | Жаїр Болсонару            | Бразиліа (палац Ітамарати)                  | На одинадцятому саміті БРІКС обговорювалися досягнення в галузі науки та інновацій насамперед розвиток технологій та цифрову валюту. Вони уклали взаємні угоди, щоб мають допомогти зупинити торгівлю наркотиками та організовану злочинність як на міжнародному, так і на внутрішньому рівнях.                                                          |
| 12               | 21 липня 2020 (перенесено через пандемію COVID-19) 17 листопада 2020 (відеоконференція) | Росія            | Путін                     | Санкт-Петербург                             | Спільний саміт з ШОC. Обговорення взаємної угоди про допомогу країнам-членам БРІКС у сприянні покращенню життєвих стандартів і якості життя населення кожної країни. Плани щодо зосередження на мирі, економіці та культурних суспільних питаннях. |
| 13               | 9 вересня 2021 (онлайн)                                                                 | Індія            | Нарендра Моді             | Нью-Делі                                    | Ігри БРІКС 2021 |
| 14-й саміт БРІКС | 23 червня 2022 (онлайн)                                                                 | Китай            | Сі Цзіньпін               | Пекін                                       | Важливою подією на саміті стало створення нової резервної валюти. Валюта, яка кидає виклик долару США, поєднує в собі валюти БРІКС і забезпечена дорогоцінними металами. |
| 15-й саміт БРІКС | 22–24 серпня 2023                                                                       | ПАР              | Сиріл Рамафоса            | Йоганнесбург (конференц-центр Сандтон)      | До блоку запрошені Аргентина, Єгипет, Ефіопія, Іран, Саудівська Аравія та Об'єднані Арабські Емірати. Повноправне членство набуло чинності 1 січня 2024 року. 29 грудня 2023 року уряд Аргентини надіслав листа всім лідерам БРІКС, в якому офіційно відхилив запрошення приєднатися до блоку, Саудівська Аравія поки ще не оформила статус члена БРІКС. |
| 16               | 22–24 жовтня 2024                                                                       | Росія            | TBD                       | Казань                                      | |

### Цитування
1. ↑  BRICS information portal. BRICS (англ.). Архів оригіналу за 22 березня 2017. Процитовано 14 лютого 2018.
2. ↑  What is BRICS, which countries want to join and why?. Reuters (англ.).
3. ↑  Growing BRICS Alliance to Rival G-7-Led World Order. Bloomberg.com (англ.). 21 серпня 2023. Процитовано 24 січня 2024.
4. ↑  Sharma, Shweta (24 серпня 2023). Brics countries agree major expansion as six countries invited to join. The Independent (англ.). Процитовано 24 серпня 2023.
5. ↑  du Plessis, Carien; Miridzhanian, Anait; Acharya, Bhargav (24 серпня 2023). BRICS welcomes new members in push to reshuffle world order. Reuters (англ.). Процитовано 25 серпня 2023.
6. 1 2  Anna (17 січня 2024). Саудівська Аравія спростувала інформацію про вступ країни до БРІКС. Букви (укр.). Процитовано 24 січня 2024.
7. ↑  World Population Prospects - Population Division - United Nations. population.un.org. Процитовано 5 лютого 2024.
8. ↑  Report for Selected Countries and Subjects. IMF (англ.). Процитовано 5 лютого 2024.
9. ↑  Amid BRICS' rise and 'Arab Spring', a new global order forms. Christian Science Monitor. ISSN 0882-7729. Процитовано 5 лютого 2024.
10. ↑  BRICS: The role of the unit of account for the new "basket of currencies". India Foundation (амер.). 2 вересня 2023. Процитовано 5 лютого 2024.
11. ↑  Global Economics Paper No. 99, Dreaming with BRICs (PDF). Архів оригіналу (PDF) за 26 жовтня 2008. Процитовано 8 лютого 2009. [Архівовано 2008-10-26 у Wayback Machine.]
12. ↑  Another BRIC in the wall [Архівовано 16 квітня 2009 у Wayback Machine.] Economist
13. ↑  Goldman's BRIC Era Ends as Fund Folds After Years of Losses [Архівовано 13 листопада 2015 у Wayback Machine.] // by Ye Xie, Bloomberg Business, November 8, 2015
14. ↑  Создатели БРИКС забили первый гвоздь в гроб этого объединения [Архівовано 2015-11-15 у Wayback Machine.] // Денис Закиянов, Forbes. Україна, 12 Ноября 2015, 13:30
15. ↑  https://www.france24.com/es/minuto-a-minuto/20230825-la-oposición-rechaza-el-ingreso-de-argentina-a-los-brics
16. ↑  В Аргентині підтвердили наміри не вступати до БРІКС. РБК-Украина (укр.). Процитовано 4 грудня 2023.
17. ↑  П'ять країн офіційно стали новими членами БРІКС: подробиці. РБК-Украина (укр.). Процитовано 7 січня 2024.
18. ↑  Indonesia joins BRICS bloc as full member, Brazil says (англ.). Reuters. 7 січня 2025. Процитовано 9 січня 2025.
19. ↑  России больше не место в БРИК, — автор аббревиатуры. 13.11.2013. Архів оригіналу за 14 травня 2014. Процитовано 13 травня 2014. России больше не место в БРИК, — автор аббревиатуры. 13.11.2013 (рос.)
20. ↑  Россию включили в БРИКС ради буквы «Р», — экономист. 15.07.2013. Архів оригіналу за 14 травня 2014. Процитовано 13 травня 2014. Россию включили в БРИКС ради буквы «Р», — экономист. 15.07.2013 (рос.)
21. ↑  World Economic Outlook Database, October 2024. IMF.org (англ.). Процитовано 9 січня 2025.
22. ↑  Human Development Report 2023/2024 (PDF) (англ.). United Nations Development Programme. Процитовано 9 січня 2025.
23. ↑  Demographic Yearbook—Table 3: Population by sex, rate of population increase, surface area and density (PDF) (англ.). UN Statistic. Архів оригіналу за 16 січня 2013. Процитовано 9 січня 2025.{{cite web}}:  Обслуговування CS1: bot: Сторінки з посиланнями на джерела, де статус оригінального URL невідомий (посилання)
24. ↑  China (англ.). Encyclopædia Britannica, Inc. Процитовано 9 січня 2025.
25. ↑  At least a dozen countries interested in joining BRICS: Russian foreign minister. www.aa.com.tr. Процитовано 5 лютого 2024.
26. 1 2  South Africa: 8 Arab countries request to join BRICS. Middle East Monitor. 15 серпня 2023. Архів оригіналу за 20 серпня 2023. Процитовано 20 серпня 2023.
27. ↑  Prange, Astrid (27 березня 2023). A new world order? BRICS nations offer alternative to West. dw.com. Архів оригіналу за 24 серпня 2023. Процитовано 24 серпня 2023.
28. ↑  Teslova, Elena (8 листопада 2022). At least a dozen countries interested in joining BRICS: Russian foreign minister. Anadolu Agency. Архів оригіналу за 16 січня 2023. Процитовано 21 лютого 2023.
29. ↑  Devonshire-Ellis, Chris (20 червня 2023). Bangladesh Formally Applies To Join BRICS. Silk Road Briefing. Архів оригіналу за 21 червня 2023. Процитовано 22 червня 2023. [Архівовано 2023-06-21 у Wayback Machine.]
30. ↑  Delegated by HRH the Crown Prince and Prime Minister, Foreign Minister attends BRICS Summit. Bahrain News Agency. 24 серпня 2023. Архів оригіналу за 3 лютого 2024. Процитовано 30 січня 2024.
31. ↑  Liffey, Kevin (25 липня 2023). MacSwan, Angus (ред.). Belarus says it has applied to join BRICS club, RIA reports. Reuters. Архів оригіналу за 26 липня 2023. Процитовано 26 липня 2023.
32. ↑  Ramos, Daniel; O'Boyle, Brendan (31 липня 2023). Ellis, Aurora (ред.). Bolivia president to attend BRICS summit in bid for new investment. Reuters. Архів оригіналу за 3 серпня 2023. Процитовано 13 серпня 2023.
33. ↑  Omirgazy, Dana (5 червня 2023). Kazakhstan Seeks to Join BRICS and Enhance Trade and Economic Cooperation. Astana Times. Архів оригіналу за 4 липня 2023. Процитовано 4 липня 2023.
34. ↑  Hussain, Abid. Pakistan seeks BRICS membership, despite India roadblock. Al Jazeera (англ.). Архів оригіналу за 10 січня 2024. Процитовано 10 січня 2024.
35. 1 2  Wang Yi Chairs Dialogue of Foreign Ministers between BRICS and Emerging Markets and Developing Countries. June 2023. Архів оригіналу за 4 липня 2023. Процитовано 4 липня 2023.
36. ↑  Mntambo, Nokukhanya (26 серпня 2023). Algeria likely to be among second batch of countries to join BRICS - Godongwana. Eyewitness News (англ.). Архів оригіналу за 27 серпня 2023. Процитовано 14 вересня 2023.
37. ↑  Emerging Markets Rush To Join BRICS Alliance As High Energy Prices Persist. OilPrice.com (англ.). Процитовано 5 лютого 2024.
38. ↑  Devonshire-Ellis, Chris (9 листопада 2022). The New Candidate Countries For BRICS Expansion. Silk Road Briefing. Архів оригіналу за 17 січня 2023. Процитовано 21 лютого 2023.
39. ↑  Angola: Foreign minister warns of challenges to join BRICS. June 2023. Архів оригіналу за 7 липня 2023. Процитовано 6 липня 2023.
40. ↑  Roelf, Wendell (3 червня 2023). BRICS meet with 'friends' seeking closer ties amid push to expand bloc. Reuters. Архів оригіналу за 29 червня 2023. Процитовано 29 червня 2023.
41. ↑  Irrawaddy, The (6 вересня 2023). Myanmar Junta Eyeing BRICS Membership as Sanctions Bite. Архів оригіналу за 16 вересня 2023. Процитовано 16 вересня 2023.
42. ↑  Nicaragua Interested in Joining BRICS to Promote Multipolar World, Unity - Top Diplomat. June 2023. Архів оригіналу за 7 липня 2023. Процитовано 6 липня 2023. [Архівовано 2023-07-07 у Wayback Machine.]
43. ↑  Sh (20 червня 2023). Finance Minister: Syria Intends to Join BRICS. The Syrian Observer. Процитовано 29 січня 2024.
44. ↑  New BRICS Bank to be headquartered in Shanghai, India to hold presidency (англ.). INDIASNAPS International News Online. Архів оригіналу за 12 серпня 2014. Процитовано 5 лютого 2024.
45. ↑  Exclusive: China's international payments system ready, could launch by end-2015 - sources. Reuters. 2 вересня 2021. Архів оригіналу за 12 березня 2016. Процитовано 21 липня 2024.
46. 1 2 3  What the new bank of BRICS is all about. The Washington Post. 17 липня 2014. Архів оригіналу за 17 липня 2014. Процитовано 9 січня 2025.
47. ↑  BRICS Bank ready for launch – Russian Finance Minister. Russia & India Report. 17 липня 2014. Архів оригіналу за 28 вересня 2023. Процитовано 9 січня 2025.
48. 1 2  BRICS currency fund to protect members from volatility – Russia's top banker. Russia & India Report. 17 липня 2014. Архів оригіналу за 25 вересня 2020. Процитовано 9 січня 2025.
49. ↑  Biziwick, Mayamiko; Cattaneo, Nicolette; Fryer, David (2015). The rationale for and potential role of the BRICS Contingent Reserve Arrangement. South African Journal of International Affairs. 22 (3): 307—324. doi:10.1080/10220461.2015.1069208. S2CID 153695521.
50. ↑  On the BRICS Contingent Reserve Arrangement (CRA) Governing Council and Standing Committee inaugural meetings. Архів оригіналу за 2 жовтня 2016. Процитовано 9 січня 2025.
51. ↑  DMPQ- BRICS payment system. Haryana PCS Exam Notes (англ.). Процитовано 9 січня 2025.
52. ↑  Russia offers to discuss BRICS prototype of SWIFT global system. www.rbth.com (англ.). Процитовано 9 січня 2025.
53. ↑  Exclusive: China's international payments system ready, could launch by end-2015 - sources. Reuters. 9 березня 2015. Архів оригіналу за 28 червня 2023. Процитовано 21 липня 2024. (англ.)
54. ↑  BRICS to discuss common currency plan during the summit, says South African Foreign Minister. CNBCTV18 (англ.). 10 травня 2023. Процитовано 5 лютого 2024.
55. ↑  Lula confirma criação de uma moeda comum dos Brics para facilitar trocas comerciais. CNN Brasil. Процитовано 5 лютого 2024.
56. ↑  BRICS summit: Leaders eye expansion, common currency – DW – 08/23/2023 (англ.). Deutsche Welle. Процитовано 9 січня 2025.
57. ↑  Common Currency on Agenda for South African BRICS Summit. Voice of America (англ.). 12 травня 2023. Процитовано 5 лютого 2024.
58. ↑    - Bryanski, Gleb (10 жовтня 2024). Russia calls on BRICS partners to create alternative to IMF. Reuters.com (англ.). Процитовано 9 січня 2025.
  - Insights, Ledger (28 лютого 2024). Finance ministers discuss BRICS Bridge digital currency payments. Ledger Insights – blockchain for enterprise (англ.). Архів оригіналу за 2 грудня 2024. Процитовано 9 січня 2025.
  - Putin's plan to dethrone the dollar. The Economist (англ.). ISSN 0013-0613. Архів оригіналу за 27 листопада 2024. Процитовано 9 січня 2025.
  - Explainer: Putin's Swift rival a bridge too far for Brics. www.thebanker.com (англ.). Архів оригіналу за 4 грудня 2024. Процитовано 9 січня 2025.
  - Ebel, Francesca (24 жовтня 2024). Putin presents himself as champion of the developing world at summit. Washingtonpost.com (англ.). Процитовано 9 січня 2025.
  - A surprise new twist in Putin's currency wars. The Economist (англ.). ISSN 0013-0613. Процитовано 9 січня 2025.
59. ↑  Hill, Thomas (14 грудня 2023). China's de-dollarization message finds a receptive audience in North Africa. Atlantic Council (англ.). Архів оригіналу за 7 січня 2024. Процитовано 9 січня 2025.
60. ↑  Brics Summit 2022: 14th BRICS summit to be held in China: Check date, place and other details - The Economic Times (англ.). The Economic Times. 17 липня 2022. Архів оригіналу за 17 липня 2022. Процитовано 24 січня 2024.
61. 1 2 3  What is BRICS - Africa Facts (амер.). 15 жовтня 2018. Архів оригіналу за 31 липня 2020. Процитовано 24 січня 2024.
62. 1 2  PDF view of the file 9781848591004-6-en.pdf. www.thecommonwealth-ilibrary.org (амер.). Процитовано 24 січня 2024.